# Babková priehyba
Babková priehyba (polsky Babkowa Przehyba, 1491 m n. m.) je sedlo v Západních Tatrách na Slovensku. Nachází se v jižní rozsoše Sivého vrchu (1805 m n. m.) mezi vrcholy Malá kopa (1637 m n. m.) na severovýchodě a Babky (1566 m n. m.) na jihozápadě. Jihovýchodním směrem klesá od sedla dolina Červenec, která níže přechází do Sokolího žľabu, a ústí do Jalovecké doliny. Na opačné straně spadá od sedla dolina Červený skok, která ústí do Huňové doliny. Sedlo je částečně zatravněno a částečně zarůstá klečí. Podloží tvoří sedimentární horniny, především vápence.

## Přístup
- po zelené  turistické značce ze sedla Predúvratie
- po zelené  turistické značce z rozcestí Pod Babkami